# Gabriel Roberge
Pour l’article homonyme, voir Roberge.
Gabriel Roberge (30 mars 1918-5 juillet 2006) fut un avocat et homme politique fédéral du Québec.

## Biographie
Né à Saint-Ferdinand-d'Halifax dans la région du Centre-du-Québec, il étudia à l'Université Laval où il obtint un Baccalauréat en arts en 1938 et un Baccalauréat en droit en 1941. Il servit dans le Régiment de la Chaudière dans lequel il eut le rang de Second lieutenant durant la Deuxième Guerre mondiale. Il quitta l'Armée canadienne en 1946.
Élu député du Parti libéral du Canada dans la circonscription fédérale de 1958, il fut défait en 1962 par le créditiste Raymond Langlois.
Il devient juge à la Cour supérieure du Québec en 1963. Il est l'un de ceux qui contribuèrent à établir le Club Kiwanis dans la localité de Thetford Mines et est décoré de l'Ordre de Saint-Lazare en 1974. Il meurt à Québec en 2006.